# غواصة صواريخ بالستية

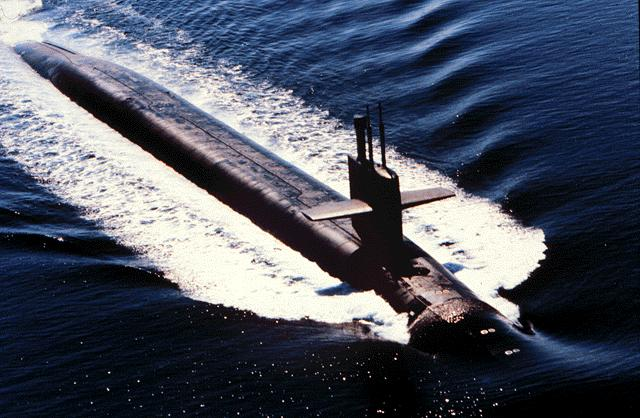
USS Alabama, a بحرية الولايات المتحدة Ohio-class submarine

غواصات الصواريخ البالستية هيَ غواصات مصممة لكي تحمل وتطلق الصواريخ من البحر كقاعدة صواريخ بحرية.

## الوصف والتاريخ
هذا النوع من الغواصات يكون أكبر من أي نوع أخر لاستيعاب الصواريخ الباليستية مثل الغواصة الروسية R-29 والأمريكية Trident. كانت الأنواع الأولى تطلق صواريخها من على السطح لكن الحديثة الآن تستطيع إطلاق صواريخها من عمق أقل من 50 متر.ويعتبر هذا النوع من الغواصات دليل على تطور البلد الذي يمتلك الغواصة، وقد وصل هذا النوع من الغواصات إلى ذروته أثناء الحرب الباردة بين الاتحاد السوفيتي والولايات المتحدة الأمريكية، فقد كانت الولايات المتحدة والاتحاد السوفيتي كلاهما يعتمد على هذه الغواصات في الهجوم النووي وبالتحديد الاتحاد السوفيتي، ولا تنتج إلا من قبل الدول العظمى مثل الولايات المتحدة وروسيا والصين وفرنسا والمملكة المتحدة والهند.

### الغرض
غواصات الصواريخ البالستية لها غرض واحد وهو إطلاق الصواريخ النووية من أي موقع بحري وبهذا تكون رادعا قوي